# Berthenonville
Berthenonville település Franciaországban, Eure megyében. Lakosainak száma 246 fő (2018. január 1.). Berthenonville Château-sur-Epte, Cahaignes, Dampsmesnil, Vexin-sur-Epte, Fours-en-Vexin, Montreuil-sur-Epte és Saint-Clair-sur-Epte községekkel határos.

## Népesség
A település népességének változása:
| Lakosok száma | 181  | 146  | 158  | 177  | 211  | 233  | 240  | 256  | 249  | 246  |
|               | 1962 | 1968 | 1982 | 1990 | 1999 | 2008 | 2011 | 2013 | 2017 | 2018 |